# گمینا نیه‌گوا
گمینا نگگووا (به لهستانی:  Gmina Niegowa) یک گمینا در لهستان است که در شهرستان مشکوف واقع شده‌است. گمینا نگگووا ۸۷٫۵۷ کیلومتر مربع مساحت و ۵٬۷۶۴ نفر جمعیت دارد.